# Marcelo Panguana
Marcelo Dias Panguana (Maputo, 30 de Março de 1951) é um escritor e jornalista moçambicano.
Técnico numa companhia petrolífera, Marcelo Panguana colabora na imprensa, em jornais como Domingo, Notícias, Tempo e na página literária Diálogo do jornal Notícias da Beira.
Membro da Associação dos Escritores Moçambicanos, Marcelo Panguana foi um dos colaboradores da revista Charrua.
Cronista, poeta, autor de contos reconhecido internacionalmente, Panguana também escreve histórias infantis.
Recebeu prémios de reconhecimento na Itália (Sicília) e no Brasil (medalha de prata em concurso da Fundação Mário Marinho - ALAP).

## Obras publicadas
- As Vozes que Falam de Verdade. Maputo, Associação dos Escritores Moçambicanos, 1987.
- A Balada dos Deuses. Maputo, Associação dos Escritores Moçambicanos, 1991.
- Fazedores da Alma. 1999.

Com Jorge Oliveira;
Colectânea de entrevistas a personalidades da cultura moçambicana.
- "O Chão das Coisas". 2004
- Os ossos de Ngungunhana, João Kuimba, Chico Ndaenda e outros contos. 2006.
- "Como um louco ao fim da tarde". 2010
- "Conversas do fim do mundo". 2012